# Paul Münch (Historiker)

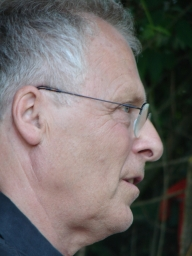
Paul Münch in seinem 65. Lebensjahr

Paul Münch (* 24. Juli 1941 in Bichishausen) ist ein deutscher Hochschullehrer und Historiker.

## Leben

### Jugend und Ausbildung
Der Sohn eines Bauern und Dorfbürgermeisters auf der Schwäbischen Alb wuchs in sozialen Verhältnissen auf, die um 1950 noch vielfach das Gepräge traditioneller Gesellschaften hatten: feste Verwurzelung in der Religion, in Bichishausen im Katholizismus und bäuerliche Lebensverhältnisse.
Paul Münch besuchte die Grundschule, eine der damaligen Zwergschulen. Mit zehn Jahren wechselte er zunächst an das katholische Internat der Pallottiner in Schwäbisch Gmünd, später in Bruchsal, wo er 1960 das Abitur absolvierte. Von 1960 bis 1962 besuchte er das Pädagogische Institut Weingarten, um sich als Volksschullehrer ausbilden zu lassen, und unterrichtete danach bis 1964 an unterschiedlichen ländlichen und städtischen Volks- und Realschulen, u. a. in Indelhausen (Lautertal). 1964 heiratete er und nahm zugleich das Studium der Germanistik und Latinistik, ab 1966 auch das der Geschichte an der Eberhard Karls Universität Tübingen auf, das er 1969 mit dem Staatsexamen abschloss. 1973 promovierte er bei Ernst Walter Zeeden mit der Studie Zucht und Ordnung. Reformierte Kirchenverfassungen im 16. und 17. Jahrhundert. Diese Arbeit bildete die Grundlage für seine späteren religions- und konfessionsgeschichtlichen Arbeiten. Seine Kinder wurden 1973 und 1977 geboren.
An der Bundesakademie für musikalische Jugendbildung in Trossingen wurde er zum staatlich geprüften Musiklehrer ausgebildet. Von 1974 bis 1984 war er Dirigent der Musikkapelle Thanheim. Am 5. Juni 2016 wurde Paul Münch im Rahmen des Festaktes „225 Jahre Musikkapelle Thanheim“ in der Hohenzollernhalle Bisingen zum Ehrendirigenten der Musikkapelle Thanheim ernannt.

### Akademische Tätigkeit
Von 1969 bis 1982 arbeitete Paul Münch als wissenschaftlicher Mitarbeiter, später Assistent am Lehrstuhl von Ernst Walter Zeeden und im Teilprojekt Z des Sonderforschungsbereiches 8 Spätmittelalter und Reformation. 1982 folgt dann die Habilitation mit einer Arbeit über den bürgerlichen Tugendkanon, insbesondere die Begriffe Ordnung, Fleiß und Sparsamkeit. Kurz nach seiner Ernennung zum Professor für Neuere Geschichte in Tübingen (1984 auf Zeit) wurde Paul Münch ebenfalls 1984 auf die Professur für Neuere Geschichte (Schwerpunkt Frühe Neuzeit) der damaligen Universität-Gesamthochschule Essen berufen. Er war Prodekan und Dekan des Fachbereichs 1 (1986 bis 1990), gewählter Fachgutachter der Deutschen Forschungsgemeinschaft (2000 bis 2004), Vorsitzender der Arbeitsgemeinschaft Frühe Neuzeit im Verband der Historiker und Historikerinnen Deutschlands (1999 bis 2001) sowie seit 1994 Beiratsvorsitzender des Instituts für europäische Kulturgeschichte in Augsburg.

## Werk
Wissenschaftlich zeigen die Arbeiten von Paul Münch namentlich am Beginn seiner Publikationstätigkeit zahlreiche Anknüpfungspunkte an die Arbeiten seines akademischen Lehrer Ernst Walter Zeeden. Davon zeugen nicht nur die zahlreichen Beiträge zu historischen Atlanten aus der Frühzeit seiner Publikationstätigkeit, sondern vor allem seine konfessionsgeschichtlichen und kulturhistorischen Arbeiten.
Die konfessionsgeschichtlichen Arbeiten sind zunächst verfassungsgeschichtlich ausgerichtet, widmen sich aber zunehmend den Fragen einer Sozialgeschichte der Religion, die sich von der ehemals herrschenden konfessionell bestimmten Religionsgeschichte abzugrenzen weiß. Dabei ist bei Paul Münch ein Bestreben zu erkennen, die Dominanz der protestantischen Betrachtungsweisen zu relativieren, die spätestens seit der kleindeutschen Engführung (1866/1871) zu einer Sichtweise führte, die alles Katholische als hinterwäldlerisch-rückständig, unaufgeklärt, dogmatisch usw. versuchte abzuqualifizieren. Dem hielt Paul Münch Beispiele des protestantischen Dogmatismus (Calvinismus), der katholischen Verfleißigung und der gewerblichen Entwicklung in katholischen Territorien sowie der dogmatischen Wirkung der Aufklärung (Rasse) entgegen. Das mit der protestantischen Sichtweise gegebene Nord-Süd-Gefälle wurde von Paul Münch daher immer umgekehrt: Als im Norden Deutschlands noch Unkultur herrschte, gab es im späterhin katholischen Süddeutschland und dem späteren Österreich bereits Kultur.
Die sozialgeschichtlich angeleitete Analyse ist besonders deutlich erkennbar in dem Beitrag zur sogenannten zweiten Reformation, in der in Anknüpfung an die kirchlich organisierte nachbarschaftliche Überwachung deutlich wird, dass es dem Calvinismus neben und vielleicht noch vor der reformatio doctrinae, also der Änderung der Lehre, um eine reformatio vitae ging, d. h. um die Verbesserung, ja Versittlichung des menschlichen Alltagslebens. Gerade darin unterschieden sich reformierte kirchliche Praxis von der lutherisch geprägten.
Die kulturgeschichtlichen Arbeiten Paul Münchs sind zunächst dem mentalitätsgeschichtlichen Paradigma verpflichtet, also Fragestellungen, die sich dem Wandel grundlegender gesellschaftlicher Werte und Glaubensformen widmen. Dabei geht es anfangs zum einen auch um den Aufweis, dass der gesellschaftliche Wandel bereits vor der Reformation einsetzt und die katholisch geprägten Gebiete des Reiches keineswegs ausklammert, ein letzter Reflex auf die konfessionell geprägten Leitbilder eines rückständigen Katholizismus und eines modernen Protestantismus, zum anderen um das Leitbild des Landesvaters. Zunehmend werden aber Fragestellungen der historischen Anthropologie aufgenommen, die sich um zwei Schwerpunkte kümmern: dem Verhältnis des Menschen zu den Tieren und dem Problem der – zumeist wertenden – Unterscheidung von Menschen (Hautfarben, Rassen). Konfessions- und anthropologische Gesichtspunkte kommen ebenfalls in den Arbeiten zur Physiognomie zur Sprache.
Paul Münchs Hauptarbeit ist die Studie Die Lebensformen in der frühen Neuzeit 1500–1800, in der viele seiner verfassungs-, konfessions- und sozialhistorischen Arbeiten gebündelt werden. Die vielfältigen Bild- und Textquellen der frühen Neuzeit, die immer schon Grundlage seiner historischen Arbeit waren, werden hier aufbereitet zu einer Gesamtschau des menschlichen Alltags in früherer Zeit. Zugleich nutzt Paul Münch nicht nur in dieser Arbeit das vielfältige Bildmaterial, das er auch in einigen Ausstellungsprojekten einzusetzen weiß. Neben einigen musikhistorischen Arbeiten widmet sich Paul Münch auch neueren Abschnitten der Geschichte.

## Schriften (Auswahl)
Monografien
- Das Jahrhundert des Zwiespalts. Deutschland 1600–1700. Stuttgart 1999, ISBN 3-17-010823-9.
- Lebensformen in der frühen Neuzeit. Berlin 1998, ISBN 3-548-26520-0.
- Zucht und Ordnung. Reformierte Kirchenverfassungen im 16. und 17. Jahrhundert (Nassau-Dillenburg, Kurpfalz, Hessen-Kassel). Stuttgart 1978, ISBN 3-12-911530-7.

Herausgeberschaften
- Jubiläum, Jubiläum … Zur Geschichte öffentlicher und privater Erinnerung. Essen 2005, ISBN 3-89861-206-6.
- „Erfahrung“ als Kategorie der Frühneuzeitgeschichte [Beiträge basieren auf Vorträgen, gehalten auf der Dritten Konferenz der „Arbeitsgemeinschaft Frühe Neuzeit“ im Deutschen Historikerverband (Essen, 16.–18. September 1999)]. München 2001, ISBN 3-486-64431-9.
- Tiere und Menschen. Geschichte und Aktualität eines prekären Verhältnisses. Paderborn 1998, ISBN 3-506-75805-5.
- Ordnung, Fleiß und Sparsamkeit. Texte und Dokumente zur Entstehung der „bürgerlichen Tugenden“. München 1984, ISBN 3-423-02940-4.